# LAV 2 (Bélgica)

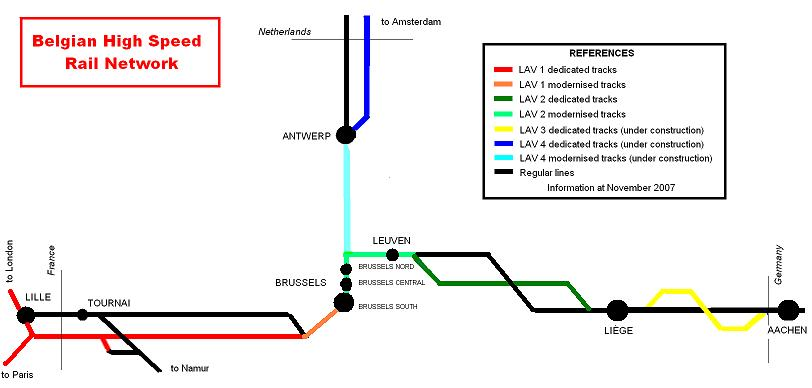
Mapa esquemático de la red belga de alta velocidad a noviembre de 2007. (Fuente web site www.sncb.be)

La LAV 2 es una línea ferroviarìa belga de alta velocidad que conecta Bruselas con Lieja. Tiene 100 km de longitud de los cuales 62 km (desde el pk 30,6 hasta el pk 92,5) son de nueva construcción y 34 km corresponden a líneas modernizadas. Fue abierta al servicio comercial el 15 de diciembre de 2002.
La apertura de la LAV 2 ha reducido la duración de los viajes entre Bruselas y Alemania. Con la LAV 3 (que une Lieja con la frontera alemana como extensión hacia el este de la LAV 2) los tiempos de viaje entre ambos países se han reducido aún más. La línea es utilizada por trenes Thalys, trenes ICE y servicios rápidos nacionales InterCity.

## Ruta
La LAV 2 comienza en la estación de Bruselas-Sur y se dirige hacia el norte por el trazado tradicional que ha sido modificado desde el pk 3,0 para poder soportar velocidades de 200 km/h. En su trayecto inicial atraviesa las estaciones de Bruselas-Central y Bruselas-Norte.
En Schaarbeek (en las afueras de Bruselas) la línea se divide en dos:
- Rama norte: Hacia la ciudad de Amberes, que enlazará con la LAV 4 en construcción.
- Rama este: Hacia la ciudad de Lieja, como LAV 2.

Entre Schaarbeek y Lovaina la línea existente ha sido ampliada a cuatro vías, las dos centrales aptas para velocidades de hasta 200 km/h y reservadas para trenes Thalys e InterCity y las dos externas para trenes regionales más lentos.
En el pk 30,6 la línea de alta velocidad propiamente dicha comienza, admitiendo desde allí velocidades de 300 km/h.
La LAV 2 finaliza poco antes de llegar a Lieja donde se incorpora a la línea ferroviaria tradicional para ingresar a la ciudad.